# Walter Tammas
William Baldry "Walter" Tammas (Egyesült Királyság, Norfolk, Great Yarmouth, 1870. augusztus 23. - Egyesült Királyság, Norfolk, North Walsham, 1952. január 12.) olimpiai bronzérmes brit kötélhúzó.
Az 1908. évi nyári olimpiai játékokon indult kötélhúzásban brit színekben. A Metropolitan Police "K" Division csapatában szerepelt. Rajtuk kívül még kettő brit rendőrségi csapat és két ország indult (amerikaiak és svédek). A verseny egyenes kiesésben zajlott. Először a londoni rendőröktől kaptak ki, majd a bronzmérkőzésen a svédeket verték.